# 4911-es mellékút (Magyarország)
A 4911-es mellékút egy bő 35 kilométeres hosszúságú, négy számjegyű mellékút Szabolcs-Szatmár-Bereg vármegye déli részén: Nyíregyházát köti össze Nyírbátorral.

## Nyomvonala
Eredetileg Nyíregyháza belvárosában indult, kiágazva a 4-es főút hajdani, akkor még a megyeszékhely belvárosán is átvezető nyomvonalából. Kezdeti szakasza kelet-délkeleti irányban haladt, a rendszerváltás előtt Vörös Hadsereg útja (később Szent István utca) néven, és néhány sarok után érte el a főút mai, a központot kelet felől elkerülő nyomvonalát, a főút szelvényezése szempontjából annak a 274+800-as kilométerszelvénye közelében. Kilométer-számozása a 2021-es állapot szerint ott indul, a 777-es méterszelvényével.
Egy rövid szakaszon még ezután is a Szent István utca nevet viseli, majd egy kisebb iránytörést követően, nagyjából az első kilométere közelében a Kállói út nevet veszi fel (a rendszerváltás előtt ez a szakasz a megye egyik 1956-os, honvéd áldozata, Csályi Ferenc nevét viselte). Kevéssel a második kilométere előtt áthalad egy körforgalmon, majd szintben keresztezi a Nyíregyháza–Vásárosnamény-vasútvonalat, Nyíregyháza külső vasútállomás térségének nyugati széle mellett. A 3. kilométere táján még egy körforgalmú csomópontot érint, körülbelül 4,5 kilométer megtételét követően pedig kilép a belterületről. A 6. kilométere táján Vadritkadűlő külterületi településrész mellett halad el, majd kiágazik belőle nyugati irányban a 49 148-as számú mellékút Nyírjes központja felé; a 7. és 8. kilométerei között Nagyszállás településrész mellett húzódik.
9,3 kilométer után átszeli Nagykálló határszélét, majd csomóponttal keresztezi az M3-as autópályát, annak a 233+700-as kilométerszelvénye közelében. 10,5 kilométer után elhalad a város ipari parkjának északi széle mellett; a belterület északnyugati szélét 11,6 kilométer után szeli át, előbb a Nyíregyházi út, majd a Korányi Frigyes utca nevet felvéve. A 13+350-es kilométerszelvénye táján, ott kelet felé húzódva keresztezi a 4102-es utat, annak a 19+650-es kilométerszelvénye közelében, a folytatása már a Bátori út nevet viseli. 14,6 kilométer után délnek fordulva, ám változatlan néven halad végig Kiskálló központján, a településrész déli szélénél pedig újból keletebbi irányt vesz.
17,2 kilométer után átlépi Kállósemjén határát, a belterület szélét kevéssel a 19. kilométere előtt éri el, a Kossuth utca nevet felvéve. A település központjának keleti részén két elágazása is van: előbb, 20,6 kilométer után dél felé ágazik ki belőle a 49 144-es számú mellékút Kállósemjén vasútállomás és Péterhalom településrész irányába, alig 200 méter után pedig a Levelektől idáig vezető 4926-os út torkollik bele észak felől. 21,5 kilométer után lép ki a belterületről, ugyanott mellésimul a Nyíregyháza–Mátészalka–Zajta-vasútvonal, és szinte egyből át is lépnek (egymás mellett húzódva) a következő település, Pócspetri határai közé.
Pócspetri lakott területeit nemigen érinti, a település központján csak a 4928-as út vezet végig, amely a 24+400-as kilométerszelvény közelében torkollik bele a 4911-es útba, bő 6 kilométer megtételét követően. 24,7 kilométer megtételét követően Máriapócs határai közé ér, sőt a 26. kilométere közelében egy rövidke szakaszon Kisléta északi határszélét is érinti. Majdnem pontosan a 27. kilométere közelében egy kereszteződéshez ér: észak felé ott a 4927-es út ágazik ki Ófehértó irányába, az ellenkező irányban pedig a 4929-es út, Kisléta-Nyírbogát felé. Ezután elhalad Máriapócs vasútállomás mellett, majd a folytatásban egy rövid időre eltávolodik a vasút nyomvonalától.
30,4 kilométer után szeli át az útjába eső utolsó település, Nyírbátor nyugati határszélét; 32,8 kilométer után a Györgyliget nevű, különálló városrész északi széle mellett halad el, kevéssel ezután pedig el is éri a város központi részének nyugati szélét, ahol a Pócsi utca nevet veszi fel. 34,2 kilométer után keresztezi a Apafa–Mátészalka-vasútvonalat, majd végleg eltávolodik a vasúttól. A város központi magjának nyugati részén ér véget, beletorkollva a 471-es főút 51+500-as kilométerszelvénye közelében kiépült körforgalomba. Ugyanabban a körforgalomban ér véget, észak felől belecsatlakozva a 493-as főút.
Teljes hossza, az országos közutak térképes nyilvántartását szolgáló kira.kozut.hu adatbázisa szerint 35,392 kilométer.

## Története
1934-ben a kereskedelem- és közlekedésügyi miniszter 70 846/1934. számú rendelete a teljes mai hosszában másodrendű főúttá nyilvánította: a Nyíregyháza és Vállaj közti 35-ös főút részeként. Egy dátum nélküli, feltehetőleg 1949 körül készült térkép már csak harmadrendű főútként tünteti fel, a szintén Nyíregyháza-Vállaj közt húzódó 473-as út részeként
A Kartográfiai Vállalat 1990-ben megjelentetett Magyarország autóatlasza a teljes szakaszát kiépített, pormentes útként szerepelteti.

## Települések az út mentén
- Nyíregyháza
- Nagykálló
- Kállósemjén
- (Pócspetri)
- (Máriapócs)
- (Kisléta)
- Nyírbátor